# Erla Steina Arnardóttir
Erla Steina Arnardóttir, född 18 maj 1983, är en isländsk fotbollsspelare som bland annat spelat i Jersey Sky Blues och Kristianstads DFF. Hon började spela i den svenska klubben Kristianstads DFF år 2007 och spelade där till och med 2011, då hon slutade. Säsongerna 2009 och 2010 spelade hon alla de damallsvenska matcherna från start till slutsignal.
Hon har även spelat 40 landskamper för Islands landslag.